# A Child of the Wilderness

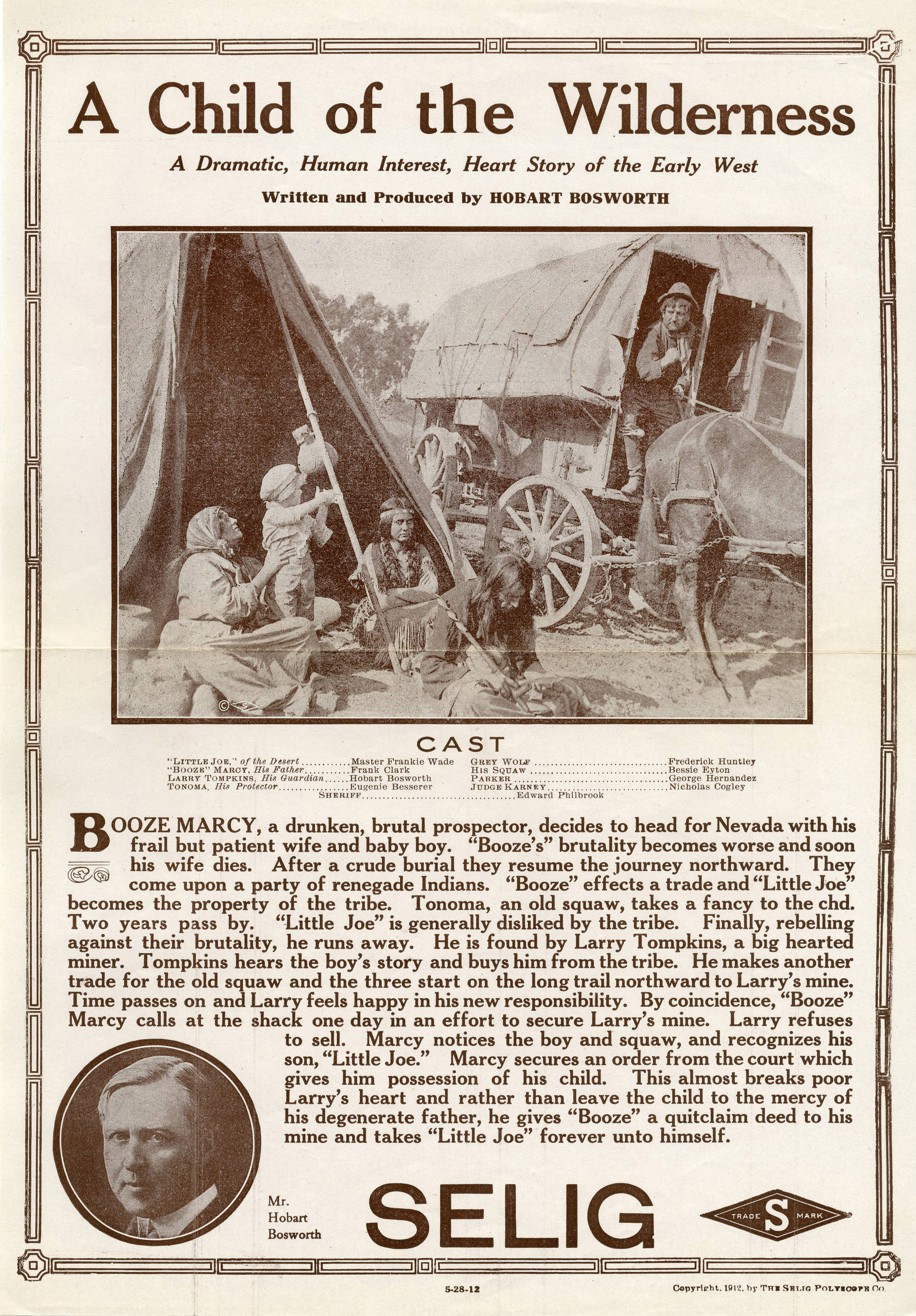
Flyer du film

A Child of the Wilderness est un film muet américain réalisé par Hobart Bosworth et sorti en 1912.

## Fiche technique
- Réalisation : Hobart Bosworth
- Scénario : Hobart Bosworth
- Production : William Selig
- Date de sortie : 
  - États-Unis : 28 mai 1912

## Distribution
- Frank Wade : Little Joe Marcy
- Frank Clark : Jim Marcy
- Hobart Bosworth : Larry Tompkins
- Eugenie Besserer : Tonoma
- Fred Huntley : Grey Wolf
- Bessie Eyton : Squaw de Grey Wolf
- George Hernandez : Parker
- Nick Cogley : le juge Karney
- Edward H. Philbrook : le shérif
- Betty Harte